# Agripina (ópera)
Agripina (título original en italiano, Agrippina, HWV 6) es una ópera seria en tres actos de Georg Friedrich Händel, con libreto del cardenal Vincenzo Grimani. La ópera narra la historia de Agripina, madre de Nerón, quien estuvo implicada en el complot contra el emperador Claudio para entronizar a su hijo. El libreto de Grimani, considerado uno de los mejores que musicó Händel, es una «comedia satírica anti-heroica», llena de alusiones políticas tópicas. Algunos analistas creen que refleja la rivalidad de Grimani con el papa Clemente XI.
Una historia similar se había usado antes, como el tema de La coronación de Popea (1642) de Monteverdi, pero el libreto de Grimani se centra en Agripina, un personaje que no aparece en la versión, más oscura, de Monteverdi. Esta fue la segunda ópera italiana de Händel, y probablemente su última composición en Italia.

## Historia
Händel compuso Agripina tras una visita de tres años a Italia. La fecha de la primera representación de Agripina, que durante un tiempo fue incierta, ha sido confirmada por un boletín de noticias manuscrito como el 26 de diciembre de 1709. El reparto incluyó a algunos de los cantantes líderes de Italia septentrional de la época, entre ellos Margherita Durastanti, quien había cantado poco antes el papel de María Magdalena en La resurrezione de Händel; y Diamante Scarabelli, cuyo gran éxito en Bolonia en el pasticcio de 1697 Perseo inspiró la publicación de un volumen de versos eulogísticos titulado La miniera del Diamante.
Su estreno tuvo lugar en Venecia, en el Teatro San Giovanni Grisostomo, convirtiéndose en un éxito inmediato. A partir de la noche del estreno tuvo 27 representaciones consecutivas, algo insólito, y recibió gran aplauso de la crítica. El público alabó mucho la calidad de la música, gran parte de la cual, como era habitual en la época, había sido tomada prestada de otras obras, incluyendo algunas de otros compositores. A pesar del evidente entusiasmo del público por la obra, Händel no promovió más representaciones de la misma. Hubo producciones ocasionales en los años que siguieron a su estreno pero, cuando las óperas de Händel dejaron de estar de moda a mediados del siglo XVIII, fue olvidada durante dos siglos, como la mayor parte de sus obras dramáticas.
En el siglo XX, la ópera de Händel experimentó un renacimiento. Después de producciones en Alemania, Agripina fue estrenada en Gran Bretaña y Estados Unidos. En años recientes, las representaciones de la obra han sido más comunes, con innovadoras puestas en escena en la New York City Opera y el London Coliseum en 2007. La opinión de la crítica moderna es que Agripina es la primera obra maestra de Händel, llena de frescura e invención musical que han hecho de ella una de las óperas más populares en el vigoroso renacimiento de la música de ese compositor.
Sin embargo, esta obra sigue representándose relativamente poco; en las estadísticas de Operabase aparece la N.º 164 de las óperas representadas en 2005-2010, siendo la 15.ª en el Reino Unido y la 6.ª de Händel, con 19 representaciones en ese período.

## Personajes
| Personajes | Tesitura           | Elenco del estreno, 26 de diciembre de 1709 (Director de orquesta: desconocido) |
| ---------- | ------------------ | ------------------------------------------------------------------------------- |
| Agrippina  | soprano            | Margherita Durastanti                                                           |
| Nerone     | soprano castrato   | Valeriano Pellegrini                                                            |
| Pallante   | bajo               | Giuseppe Maria Boschi                                                           |
| Narciso    | castrato contralto | Giuliano Albertini                                                              |
| Lesbo      | bajo               | Nicola Pasini                                                                   |
| Ottone     | contralto          | Francesca Vanini-Boschi                                                         |
| Poppaea    | soprano            | Diamante Maria Scarabelli                                                       |
| Claudio    | bajo               | Antonio Francesco Carli                                                         |
| Giunone    | contralto          | desconocido                                                                     |